# Maarja Kivi
Pour les articles homonymes, voir Kivi.
Ne doit pas être confondu avec Maarja-Liis Ilus.
Maarja Kivi, née le 18 janvier 1986 à Tallinn (Estonie), est une chanteuse et bassiste estonienne, ancien membre du groupe Vanilla Ninja. Elle effectue ses études secondaires au Lycée allemand (Deutsche Gymnasium) de Tallinn, où elle rencontre Lenna Kuurmaa.
Elle apprend à jouer du saxophone et de la guitare basse, mais se fait connaître comme chanteuse en participant à divers concours, et surtout à l’Eurolaul 2002. Cette relative notoriété explique qu’elle soit choisie comme interprète principale lors de la formation de Vanilla Ninja. En juin 2004, elle quitte le groupe pour mener sa grossesse à terme.
Malgré les espoirs de certains fans et les rumeurs, son remplacement par Triinu Kivilaan est définitif. Après la naissance de sa fille, elle ne manifeste pas d’envie de revenir dans le groupe. Son apparition sur la pochette du Best of de Vanilla Ninja est un moyen pour Bros de rappeler au public le lien entre Maarja Kivi et le groupe.
En effet, Maarja Kivi a décidé de commencer une carrière solo. Contrairement à Vanilla Ninja, elle choisit de rester chez Bros et d’être produite par David Brandes. Elle décide d’utiliser le nom de scène Maarja, déjà utilisé par Maarja-Liis Ilus, qui n’a pas apprécié ce choix. En décembre 2007, elle change son nom de scène pour Marya Roxx.
En mars 2007, Maarja quitte sa maison de disques Bros Music pour des raisons inconnues. Durant l'été de cette même année, c'est à Malibu, aux États-Unis qu'elle enregistre finalement son album avec Ram Music, en compagnie du producteur d'Iron Maiden, Led Zeppelin ou encore Aerosmith : Kevin Shirley (Caveman). La sortie de l'album tant attendu est prévue pour février aux USA, et dans les mois suivants en Europe. 
Un extrait du premier single "21?!" est disponible en écoute sur la page Myspace officielle de l'artiste, en attendant l'album intitulé "Playback time".

## Discographie (carrière solo)
À ce jour, Maarja a sorti deux singles.

### Could You
- Label : Bros

- Sortie : février 2006
- Liste des morceaux :

1. "Could You" (Radio edit)
2. "Could You" (Unplugged version)
3. "Could You" (Extended version)
4. "Could You" (Electro mix)

- Bonus : "Could You" (vidéo)
- classements : n°35 (Suisse), n°47 (Allemagne)

### Shine It On
- Label : Bros
- Sortie : septembre 2006
- Liste des morceaux :

1. "Shine It On" (Radio edit)
2. "Shine It On" (Extended version)
3. "Shine It On" (Classical version)

- Bonus : "Shine It On" (vidéo)
- classements : n°37 (Estonie), n°48 (Allemagne), n°53 (Autriche)